# DREAM.7
HEIWA DREAM.7 フェザー級グランプリ2009 開幕戦（へいわ・ドリーム・セブン フェザーきゅうグランプリにせんきゅう かいまくせん）は、日本の総合格闘技イベント「DREAM」の大会の一つ。2009年3月8日、埼玉県さいたま市のさいたまスーパーアリーナで開催された。

## 大会概要
フェザー級（-63kg）グランプリのトーナメント1回戦のうち6試合が行われ、ビビアーノ・フェルナンデス、ジョー・ウォーレン、エイブル・カラム、前田吉朗、高谷裕之、今成正和の6名が2回戦進出を決めた。
元WEC世界バンタム級王者チェイス・ビービ、NABC MMAライト級王者デイビッド・ガードナー、KOTC世界フライ級（-61kg）王者エイブル・カラムがDREAMデビュー。

## 試合結果
第1試合 フェザー級グランプリ 1回戦 1R10分、2R5分
○  ビビアーノ・フェルナンデス vs.  大塚隆史 ×
2R終了 判定3-0
※フェルナンデスがグランプリ2回戦進出。
第2試合 フェザー級グランプリ 1回戦 1R10分、2R5分
○  ジョー・ウォーレン vs.  チェイス・ビービ ×
1R終了時 TKO（ドクターストップ：額カット）
※ウォーレンがグランプリ2回戦進出。
第3試合 フェザー級グランプリ 1回戦 1R10分、2R5分
○  エイブル・カラム vs.  西浦"ウィッキー"聡生 ×
2R終了 判定3-0
※カラムがグランプリ2回戦進出。
第4試合 ライト級ワンマッチ 1R10分、2R5分
○  石田光洋 vs.  中村大介 ×
2R終了 判定3-0
第5試合 ウェルター級ワンマッチ 74kg契約 1R10分、2R5分
○  青木真也 vs.  デイビッド・ガードナー ×
1R 5:58 チョークスリーパー
第6試合 ライト級ワンマッチ 1R10分、2R5分
○  川尻達也 vs.  ロス・エバネス ×
1R 4:05 チョークスリーパー
第7試合 フェザー級グランプリ 1回戦 1R10分、2R5分
○  前田吉朗 vs.  ミカ・ミラー ×
2R終了 判定3-0
※前田がグランプリ2回戦進出。
第8試合 フェザー級グランプリ 1回戦 1R10分、2R5分
○  高谷裕之 vs.  キム・ジョンウォン ×
2R 0:40 TKO（レフェリーストップ：右ストレート→パウンド）
※高谷がグランプリ2回戦進出。
第9試合 フェザー級グランプリ 1回戦 1R10分、2R5分
○  今成正和 vs.  山本篤 ×
2R終了 判定2-1
※今成がグランプリ2回戦進出。